# تن‌تن در شوروی
تن‌تن در سرزمین شوراها (به زبان فرانسوی: Les Aventures de Tintin, reporter du Petit "Vingtième", au pays des Soviets به معنای کامل: سرزمین شوراها به روایت خبرنگار ماجراجو تن‌تن)(با نام های فارسی دیگر تن‌تن در شوروی و فرار از شوروی)، اولین کتاب از مجموعهٔ کتاب‌های مصور ماجراهای تن‌تن است. این کتاب نخستین بار در سال ۱۹۳۰ میلادی توسط هرژه نوشته، طراحی و در صفحه کودکان یک روزنامه بلژیکی به نام "Le Vingtième Siècle" به چاپ رسید.
هرژه در ماجرای تن‌تن در سرزمین شوراها با نگاهی انتقادی به اتحاد جماهیر شوروی سوسیالیستی، ادعای کمونیست‌ها مبنی بر جهش اقتصادی شوروی را به تمسخر گرفت. 

## چاپ اول
- در انگلیس: Casterman
- در ایران (ترجمه فارسی): انتشارات تاریخ و فرهنگ

## تعداد صفحات
- در ایران: ۶۲ صفحه
- در بلژیک: حدود ۱۴۰ صفحه
- در انگلیس: ۶۲ صفحه
- در آمریکا: ۶۲ صفحه
- در فرانسه: ۶۲ صفحه